# ویسر
ویسر، روستایی است از توابع بخش کجور شهرستان نوشهر در استان مازندران ایران.

## جمعیت
این روستا در دهستان زانوس‌رستاق قرار دارد و براساس سرشماری مرکز آمار ایران در سال ۱۳۹۵، جمعیت آن ۱۴۲ نفر (۵۵خانوار) بوده‌است. مردم ویسر از قومیت طبری هستند. مردم ویسر به زبان مازندرانی و گویش کجوری سخن می‌گویند.